# Adesmia glandulifolia
Adesmia glandulifolia là một loài thực vật có hoa trong họ Đậu. Loài này được Steibel & Ulibarri miêu tả khoa học đầu tiên năm 1999.